# Martin Zbončák
Martin Zbončák (* 21. července 1975 Třinec) je český fotbalový obránce nebo záložník. Začínal v Třinci, od roku 1996 do prosince 2001 odehrál za Brno 122 zápasů. V zimní přestávce přestoupil do Liberce, se kterým získal titul mistra ligy. Koncem ledna 2003 ho pražská Sparta koupila za 23 milionů korun a po půl roce s ní také vyhrál ligu. Na podzim se však stal nepotřebným, a proto odešel za trenérem Jaroslavem Hřebíkem do Dynama Moskva. Když byl ale trenér Jaroslav Hřebík z ruského klubu vyhozen, tak skončili i ostatní čeští hráči. V srpnu 2004 získala Zbončáka Slavie. Po nevýrazném podzimu odešel v zimě 2006 do Mostu. Následovalo krátké angažmá v Soluni a poté návrat do druholigového SK Hradec Králové. Zde před sezonou 2008/2009 skončil a zakotvil ve střížkovské Bohemce, kde odehrál svých posledních 6 prvoligových zápasů na podzim 2008. Jaro 2009 strávil ve druhé lize v rodném Třinci. V nejvyšší soutěži odehrál celkem 249 zápasů a vstřelil 15 branek. Od poloviny sezony 2009-2010 nastupoval za divizní FK Dobrovice. V současnosti je trenérem v RFA Moravskoslezského kraje v Karviné